# Sergio Araujo
Sergio Araujo (ur. 28 stycznia 1992 w Buenos Aires) – argentyński piłkarz występujący na pozycji napastnika w UD Las Palmas.

## Kariera klubowa
Araujo jest wychowankiem Boca Juniors, a w seniorskich rozgrywkach dla tego klubu zadebiutował w ostatniej kolejce sezonu 2009 – 13 grudnia 2009 w meczu przeciwko Club Atlético Banfield. Po kolejnych dwóch sezonach spędzonych w Argentynie, trafił na roczne wypożyczenie z opcją przedłużenia na kolejny rok, do FC Barcelona, gdzie trafił do drużyny rezerw. Po zakończeniu sezonu 2012/13, hiszpański klub nie zdecydował się kontynuować współpracy i Argentyńczyk wrócił do macierzystego klubu. Tam został jednak ponownie wypożyczony tym razem do Tigre po tym, jak trener – Carlos Bianchi stwierdził, że nie widzi 21-letniego zawodnika w swojej drużynie.
Eksplozja talentu młodego zawodnika przyszła jednak sezon później, gdy powrócił do Hiszpanii, a konkretnie do UD Las Palmas. Wystąpił tam aż w 43 meczach sezonu 2014/15, strzelając 25 bramek. Miał duży udział w awansie Las Palmas do La Liga. Hiszpański klub postanowił wykupić go z Boca Juniors i podpisać z nim 5-letni kontrakt. W styczniu 2017 roku trafił na zasadzie wypożyczenia do AEK Ateny, z którym w sezonie 2017/18 świętował zdobycie mistrzowskiego tytułu. Po tym sukcesie wrócił do Las Palmas, które spadło do Segunda División w sezonie 2017/2018.

## Statystyki klubowe
| Sezon   | Klub           | Kraj      | Liga               | Mecze | Bramki | Puchar Kraju  | Mecze | Bramki | Rozgrywki Europy  | Mecze | Bramki |
| ------- | -------------- | --------- | ------------------ | ----- | ------ | ------------- | ----- | ------ | ----------------- | ----- | ------ |
| 2009/10 | Boca Juniors   | Argentyna | Primera División   | 1     | 0      | –             | –     | –      | –                 | –     | –      |
| 2010/11 | Boca Juniors   | Argentyna | Primera División   | 9     | 1      | –             | –     | –      | –                 | –     | –      |
| 2011/12 | Boca Juniors   | Argentyna | Primera División   | 9     | 0      | –             | –     | –      | Copa Libertadores | 3     | 0      |
| 2012/13 | FC Barcelona B | Hiszpania | Primera División   | 34    | 7      | –             | –     | –      | –                 | –     | –      |
| 2013/14 | Tigre          | Argentyna | Primera División   | 23    | 4      | –             | –     | –      | –                 | –     | –      |
| 2014/15 | UD Las Palmas  | Hiszpania | Segunda División   | 43    | 25     | Puchar Króla  | 1     | 0      | –                 | –     | –      |
| 2015/16 | UD Las Palmas  | Hiszpania | Primera División   | 30    | 5      | Puchar Króla  | 1     | 0      | –                 | –     | –      |
| 2016/17 | UD Las Palmas  | Hiszpania | Primera División   | 11    | 2      | Puchar Króla  | 1     | 0      | –                 | –     | –      |
| 2016/17 | AEK Ateny      | Grecja    | Superleague Ellada | 9     | 4      | Puchar Grecji | 3     | 3      | –                 | –     | –      |
| 2017/18 | UD Las Palmas  | Hiszpania | Primera División   | 2     | 0      | –             | –     | –      | –                 | –     | –      |
| 2017/18 | AEK Ateny      | Grecja    | Superleague Ellada | 23    | 11     | Puchar Grecji | 7     | 2      | Liga Europy UEFA  | 8     | 1      |
| 2018/19 | UD Las Palmas  | Hiszpania | Segunda División   | 26    | 4      | –             | –     | –      | –                 | –     | –      |

Stan na: 12 czerwca 2019 r.